# Biskupska konferencija Nikaragve
Nikaragvanska biskupska konferencija (špa. Conferencia Episcopal de Nicaragua), stalna je institucija Katoličke Crkve u Nikaragva. Osnovana je u skladu s propisima kanonskoga prava te djeluje prema Zakoniku kanonskoga prava i drugim propisima i uputama koje je izdala Sveta Stolica. Članica je Latinoameričke biskupske konferencije i Biskupskog tajništva Srednje Amerike i Paname.

## Predsjednici
- 1963. – 1968.: Nadbiskup Vicente Alejandro González y Robleto
- 1968. – 1969.: Biskup Isidro Augusto Oviedo y Reyes
- 1969. – 1971.: Naslovni biskup Donaldo Núñez Chavez
- 1971. – 1975.: Nadbiskup Miguel Obando y Bravo
- 1975. – 1979.: Biskup Manuel Salazar y Espinoza
- 1979. – 1983.: Nadbiskup Miguel Obando y Bravo
- 1983. – 1985.: Biskup Pablo Antonio Vega Mantilla
- 1985. – 1989.: Nadbiskup Miguel Obando y Bravo
- 1989. – 1991.: Apostolski vikar Albert Salvador Schlaefer Berg
- 1991. – 1993.: Biskup César Bosco Vivas Robelo
- 1993. – 1997.: Nadbiskup Miguel Obando y Bravo
- 1997. – 1999.: Biskup César Bosco Vivas Robelo
- 1999. – 2005.: Nadbiskup Miguel Obando y Bravo
- 2005.: Biskup César Bosco Vivas Robelo
- 2005. – 2011.: Nadbiskup Leopoldo José Brenes Solórzano
- 2011. - ... Biskup Rene Sócrates Sándigo Jirón